# Mozambik
Mozambik (port. Moçambique), Republika Mozambiku (port. República de Moçambique) – państwo położone w południowo-wschodniej Afryce. Graniczy z Południową Afryką, Eswatini, Zimbabwe, Zambią, Malawi i Tanzanią.
Kolonia portugalska w latach 1498–1975.

## Ustrój polityczny
Władzą ustawodawczą jest jednoizbowy parlament o 250 miejscach – Zgromadzenie Republiki.Urząd prezydenta obecnie  sprawuje Daniel Chapo z partii Front Wyzwolenia Mozambiku (FRELIMO). Zarówno wybory prezydenckie, jak i parlamentarne odbywają się co 5 lat.
W wyborach generalnych, które odbyły się 15 października 2014 zwyciężyła partia FRELIMO uzyskując 55,93% głosów i 144 miejsca w parlamencie.
- święto narodowe: Dzień Niepodległości – 25 czerwca.
- ustanowienie konstytucji: 30 listopada 1990.

## Podział administracyjny
Pod względem administracyjnym Mozambik dzieli się na 11 prowincji:
| 1. Cabo Delgado 2. Gaza 3. Inhambane 4. Manica 5. Maputo (stołeczna) 6. Maputo 7. Nampula 8. Niasa 9. Sofala 10. Tete 11. Zambezia |

## Historia
Tereny współczesnego Mozambiku zasiedlili około I tysiąclecia p.n.e. Buszmeni. Od V wieku n.e. rozpoczęła się fala napływu ludów Bantu, która zepchnęła Buszmenów na południe. Od wieku VIII na wybrzeżu utworzone zostały faktorie arabskie, perskie i indyjskie. Niektóre z takich ośrodków, rozwinęły się w duże miasta portowe. Mieszkańcy wybrzeża przeważnie wyznawali islam i należeli do kultury Suahili. Od XV wieku zachodnia część współczesnego Mozambiku została włączona do imperium Monomotapa ze współczesnego Zimbabwe. Od końca XV wieku rozpoczęła się eksploracja portugalska. W 1609 roku Mozambik stał się kolonią portugalską, kolonialiści nie zdołali jednak podbić wnętrza kraju aż do końca XIX wieku. Od początków XX wieku miało miejsce systematyczne ograniczanie praw tubylców i ich marginalizacja na rzecz Portugalczyków. W 1930 roku Akt kolonialny przekształcił Mozambik w posiadłość zarządzaną przez metropolię, a w 1951 roku w prowincję zamorską.
Od połowy lat 50. zwiększyło się osadnictwo białych Portugalczyków. Na gruncie sprzeciwu wobec tego zaczął kształtować się ruch wyzwoleńczy. W 1962 roku utworzony został Front Wyzwolenia Mozambiku (FRELIMO). Rok później z tejże organizacji wyłamał się Afrykański Zjednoczony Front Ludowy, który w 1965 roku powołał Rewolucyjny Komitet Mozambiku. Niemniej jednak przewaga w ruchu niepodległościowym należała do FRELIMO które w 1964 roku rozpoczęło antyportugalską wojnę partyzancką. Rebelia wsparta została przez Tanzanię, Algierię, Zjednoczoną Republikę Arabską, Zambię i kraje socjalistyczne. Krwawe tłumienia powstania przyczyniły się do masowej emigracji Mozambijczyków do państw ościennych, głównie Tanzanii i Zambii. Do 1974 roku FRELIMO przejęło kontrolę nad 1/3 kraju, a na wyzwolonych obszarach tworzyło lokalną administrację. Po rewolucji goździków w Portugalii, rząd rewolucyjny zapowiedział przyznanie Mozambikowi niepodległości.
W 1975 roku Mozambik stał się niepodległą republiką. W tym samym roku armia portugalska i siły FRELIMO stłumiły powstanie portugalskich osadników, którzy niechętnie przyjęli deklarację niepodległości. W następstwie nieudanej rebelii większość osadników opuściła kraj. Pierwszym prezydentem i szefem rządu został Samora Machel. Rozpoczął on budowę socjalistycznego ustroju państwa. Na gruncie budowy socjalizmu doszło do upaństwowienia ziemi, systemu edukacji i opieki zdrowotnej, zrównano też prawa kobiet i mężczyzn. Rząd popierał ruch narodowowyzwoleńczy z sąsiedniej Rodezji, wsparciem prezydenta cieszył się Afrykański Narodowy Związek Zimbabwe Roberta Mugabe, a także Afrykański Kongres Narodowy zwalczający apartheid. Reformy utrzymane w lewicowym stylu nie spodobały się części dotychczasowych członków Frontu. Wsparci przez rząd Rodezji dysydenci utworzyli w 1976 roku Narodowy Ruch Oporu Mozambiku (RENAMO) który rozpoczął antyrządową kampanię partyzancką. Wybuch walk jedynie zradykalizował FRELIMO które w 1977 roku oficjalnie przyjęło doktrynę marksistowską i politycznie zbliżyło się do bloku wschodniego.
Siły partyzanckie w walce z rządem stosowały początkowo sabotaż gospodarczy i ataki na infrastrukturę, z czasem rozpoczęły ataki na miasta i wsie. Metodą zastraszenia społeczeństwa stosowaną przez RENAMO stały się masakry cywilów które stały się powszechne. W 1984 roku Mozambik zrezygnował z popierania ruchów wyzwoleńczych w państwach ościennych na gruncie ugody Nkomati z rządem Republiki Południowej Afryki, która zobowiązała się w zamian wycofać swoje poparcie wobec RENAMO.
Do końca lat 80. działania RENAMO doprowadziły do co najmniej 100 tysięcy ofiar w ludziach i ucieczki z kraju miliona uchodźców. Po transformacji ustrojowej Mozambiku w system wielopartyjny o wolnorynkowej gospodarce, RENAMO rozpoczęło z rządem rozmowy pokojowe. Porozumienie pokojowe podpisano w Rzymie pod egidą ONZ w 1992. Na jego mocy RENAMO przekształciło się w partię polityczną z Alfonsem Dhlakamą na czele. W 1994 lider partii wziął udział w pierwszych wolnych wyborach prezydenckich w Mozambiku. Przegrał jednak z kandydatem FRELIMO, Joaquimem Chissano (53,3% głosów), zdobywając 33,7% głosów poparcia. Od tego czasu FRELIMO sprawowała władzę na gruncie wielopartyjnym.
21 października 2013 RENAMO wypowiedziało układ pokojowy z 1992 po tym, jak według RENAMO siły rządowe ostrzelały i zajęły bazę Sathunjira w regionie Gorongosa w prowincji Sofala, ok. 600 km na północ od stołecznego Maputo. W bazie przebywał lider ugrupowania Afonso Dhakama, lecz zdołał uciec spod ostrzału. Już wcześniej, bo w kwietniu i czerwcu 2013 dochodziło do starć między armią a RENAMO, a w atakach bojówki zginęło 11 żołnierzy i policjantów oraz sześciu cywilów. Układ pokojowy wznowiono w 2014 roku.
W marcu 2019 roku południowo-wschodnią Afrykę, w tym Mozambik, nawiedził tropikalny cyklon Idai. Było to jedno z najtragiczniejszych w skutkach (spośród odnotowanych) tego typu zjawisk atmosferycznych w Afryce i całej półkuli południowej. Długotrwała nawałnica spowodowała katastrofalne zniszczenia przede wszystkim w Mozambiku, gdzie zginęło ok. 600 osób, ale też w Zimbabwe i Malawi (w całym dotkniętym przez cyklon regionie było ponad 1000 ofiar śmiertelnych oraz tysiące osób zaginionych). Na południowej półkuli żywioł zajmował (stan na marzec 2019 r.) 3. miejsce (wśród odnotowanych) w klasyfikacji najbardziej śmiertelnych cyklonów tropikalnych.

## Geografia

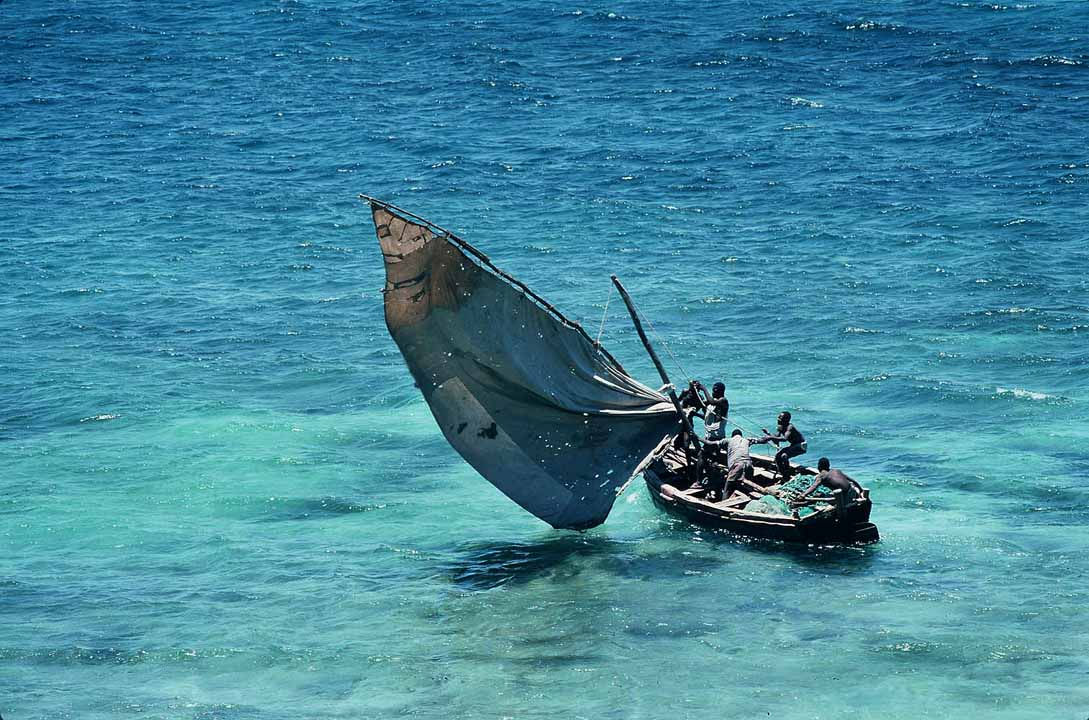
Tradycyjna łódź rybacka u wybrzeża północnego Mozambiku

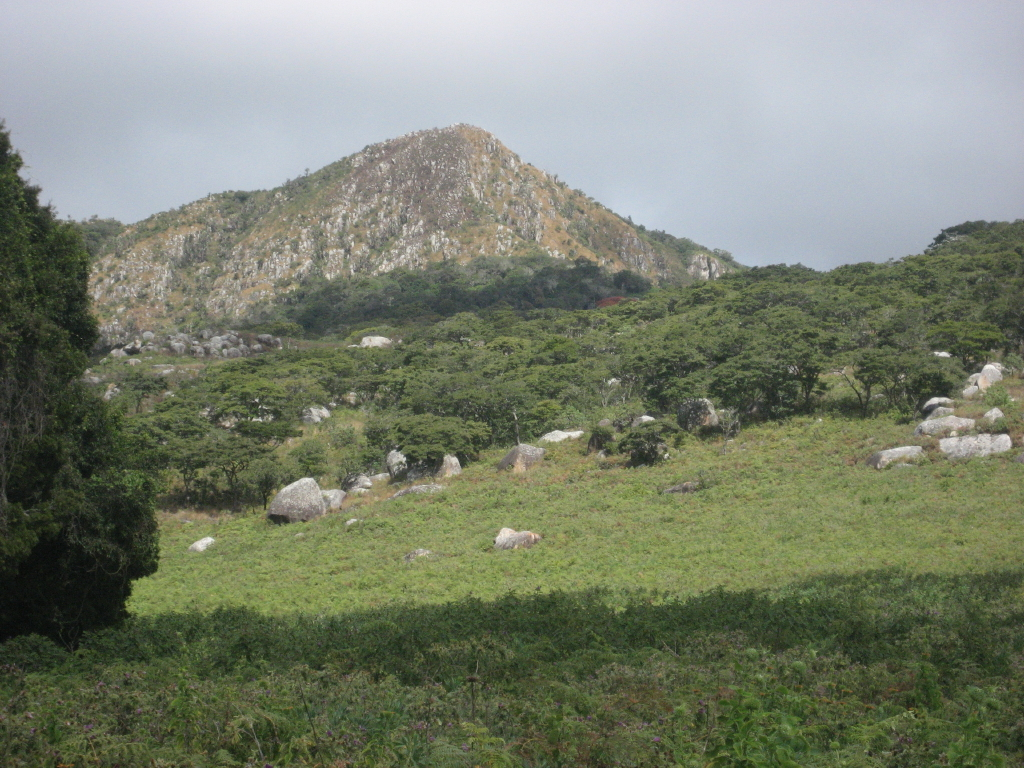
Gorongosa National Park

Całkowita długość granic państwowych wynosi 4571 km, z tego z:
- Malawi – 1569 km,
- RPA – 491 km,
- Eswatini – 105 km,
- Tanzanią – 756 km,
- Zambią – 419 km,
- Zimbabwe – 1231 km.

Długość linii brzegowej wynosi 2470 km
Najwyższy szczyt to Binga – 2436 m n.p.m.
Ważniejsze rzeki Mozambiku:
- Rovuma (Ruvuma)
- Lúrio
- Incomati (Komati)
- Zambezi
- Save (Sabi)
- Limpopo

Główne produkty eksportowe:
- krewetka
- bawełna
- cajú
- cukier
- herbata
- kopra

Zasoby naturalne:
- energia wodna
- gaz ziemny
- węgiel
- minerały
- drewno
- ziemia uprawna

## Miasta Mozambiku
Poniższa lista przedstawia największe miasta Mozambiku:
| 1  | Maputo    | Maputo       | 1 446 000 |
| 2  | Matola    | Maputo       | 543 907   |
| 3  | Beira     | Sofala       | 530 604   |
| 4  | Nampula   | Nampula      | 388 526   |
| 5  | Chimoio   | Manica       | 256 936   |
| 6  | Quelimane | Zambézia     | 188 964   |
| 7  | Tete      | Tete         | 129 316   |
| 8  | Xai-Xai   | Gaza         | 128 805   |
| 9  | Maxixe    | Inhambane    | 119 868   |
| 10 | Inhambane | Inhambane    | 115 776   |
| 11 | Pemba     | Cabo Delgado | 110 643   |
| 12 | Lichinga  | Niasa        | 109 839   |

## Demografia
| 2017                     | 2017                             |
| ------------------------ | -------------------------------- |
| Liczba ludności          | 26 573 706                       |
| Ludność według wieku     |                                  |
| 0 – 14 lat               | 44,72%                           |
| 15 – 64 lat              | 52,38%                           |
| ponad 64 lata            | 2,9%                             |
| Przyrost naturalny       | 2,5%                             |
| Współczynnik urodzeń     | 38,1 urodzeń/1 000 ludności      |
| Współczynnik zgonów      | 11,6 zgonów/1 000 ludności       |
| Współczynnik migracji    | -1,9 migrantów/1 000 ludności    |
| Ludność według płci      |                                  |
| przy narodzeniu          | 1,02 mężczyzn/kobiet             |
| poniżej 15 lat           | 1,01 mężczyzn/kobiet             |
| 15 – 64 lat              | 0,92 mężczyzn/kobiet             |
| powyżej 64 lat           | 0,85 mężczyzn/kobiet             |
| Mediana wieku            |                                  |
| W całej populacji        | 17,1 lat                         |
| Mężczyzn                 | 16,5 lat                         |
| Kobiet                   | 17,7 lat                         |
| Umieralność noworodków   |                                  |
| W całej populacji        | 67,9 zgonów/1 000 żywych urodzeń |
| płci męskiej             | 70 zgonów/1 000 żywych urodzeń   |
| płci żeńskiej            | 65,9 zgonów/1 000 żywych urodzeń |
| Oczekiwana długość życia |                                  |
| W całej populacji        | 53,3 lat                         |
| Mężczyzn                 | 52,6 lat                         |
| Kobiet                   | 54,1 lat                         |
| Rozrodczość              | 5,08 urodzonych dzieci/kobietę   |
| Urbanizacja              | 32,8%                            |

Epidemia AIDS ma wpływ na nadumieralność, obniżenie średniego czasu przeżycia, zwiększenie śmiertelności niemowląt, przyrost naturalny, a także zmiany ilościowe w poszczególnych grupach wiekowych.
HIV/AIDS – ludzie żyjący z HIV/AIDS: 1,1 mln (2001 szac.) HIV/AIDS – zgony: 60 000 (2001 szac.)
Alfabetyzm (% ludności >15 roku życia, która potrafi pisać i czytać):
- całość ludności: 47,8% (2003), 40,1% (1995)
- mężczyźni: 63,5% (2003), 57,7% (1995)
- kobiety: 32,7% (2003), 23,3% (1995)

| Grupa etniczna | Język             | Liczebność w tys. | Procent ludności |
| -------------- | ----------------- | ----------------- | ---------------- |
| Makua          | Język makua       | 8186              | 26,81%           |
| Tsonga         | Język tsonga      | 4200              | 13,76%           |
| Lomwe          | Język lomwe       | 2508              | 8,22%            |
| Portugalczycy  | Język portugalski | 2387              | 7,82%            |
| Sena           | Język sena        | 2100              | 6,88%            |
| Chewa          | Język cziczewa    | 1338              | 4,38%            |
| Chopi          | Język chopi       | 1148              | 3,76%            |
| Tswa           | Język tswa        | 1050              | 3,44%            |
| Chwabo         | Język chuwabu     | 1003              | 3,29%            |
| Szona          | Język shona       | 800               | 2,62%            |
| Hindusi        | Język hindi       | 45                | 0,15%            |
| Koreańczycy    | Język koreański   | 45                | 0,15%            |
| Gudźaratowie   | Język gudźarati   | 44                | 0,14%            |
| Chińczycy      | Język chiński     | 26                | 0,09%            |

Religia:

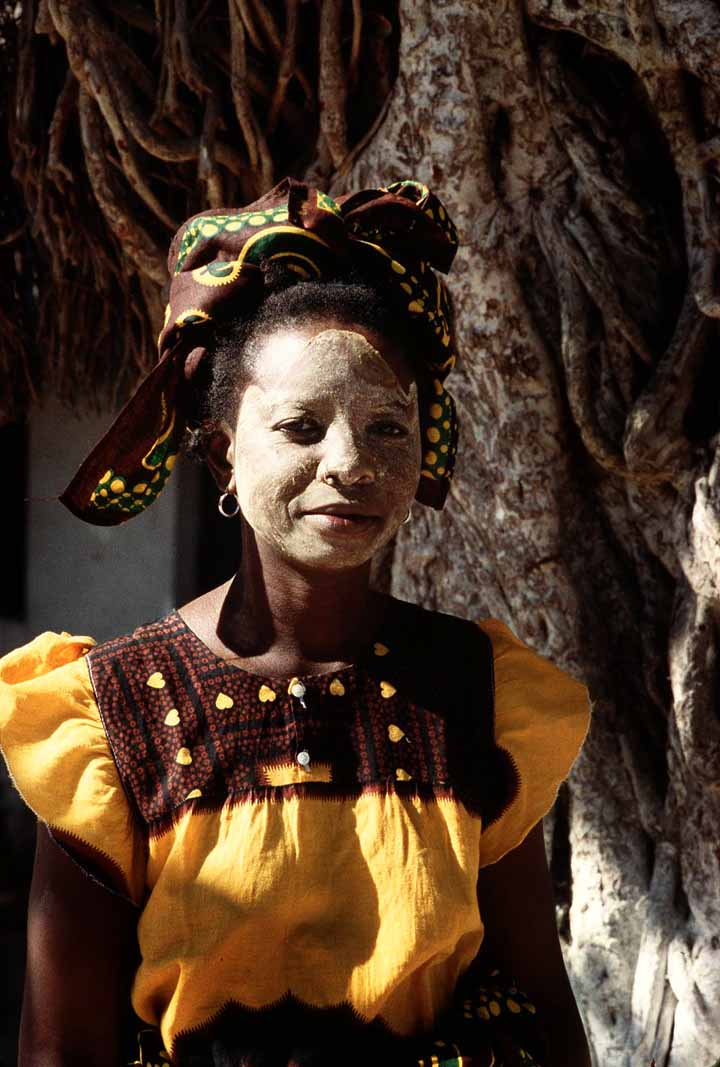
Kobieta z tradycyjną maską ludu Makua.

Struktura religijna kraju według Spisu Powszechnego w 2017 roku:
- chrześcijanie – 59,8%:
  - katolicy – 27,2%,
  - kościoły syjonistyczne i AICs – 15,6%,
  - ewangelikalni i zielonoświątkowcy – 15,3%,
  - anglikanie – 1,7%,
- muzułmanie – 18,9%,
- bez religii (animiści) – 14%,
- wyznawcy innych religii – 4,8%,
- nieokreśleni – 2,5%.

## Gospodarka

### Transport
Standardowa kolej w Mozambiku jest o rozstawie przylądkowym szyn (1067 mm) i obejmuje 2983 km linii (2008 rok). Właścicielem jest spółka Portos e Caminhos de Ferro de Moçambique (CFM), lecz operatorami są inne dzierżawiące je przedsiębiorstwa. Ponadto w kraju znajduje się 140 km linii wąskotorowych o rozstawie 762 mm. Linie główne stanowiły trzy odrębne niepołączone ze sobą systemy: północny CFM Norte, centralny CFM Centre (najstarszy, uruchomiony w 1899 roku) i południowy CFM Sul, powstałe oryginalnie w celu eksploatacji i wywozu bogactw kolonii.

## Siły zbrojne
Mozambik dysponuje trzema rodzajami sił zbrojnych: wojskami lądowymi, marynarką wojenną oraz siłami powietrznymi. Uzbrojenie sił lądowych Mozambiku składało się w 2014 roku m.in. z 96 czołgów, 335 opancerzonych pojazdów bojowych, 102 zestawów artylerii holowanej oraz 12 wieloprowadnicowych wyrzutni rakietowych, a marynarka wojenna dysponowała 8 okrętami obrony przybrzeża. Mozambickie siły powietrzne z kolei posiadały w 2014 roku uzbrojenie w postaci m.in. dwóch samolotów transportowych, czterech śmigłowców oraz dwóch śmigłowców szturmowych.
Wojska mozambickie w 2014 roku liczyły 11,2 tys. żołnierzy zawodowych (brak rezerwistów). Według rankingu Global Firepower (2014) mozambickie siły zbrojne stanowią 104. siłę militarną na świecie, z rocznym budżetem na cele obronne w wysokości 86 mln dolarów (USD).